# Euphorbia triflora
Euphorbia triflora là một loài thực vật có hoa trong họ Đại kích. Loài này được Schott, Nyman & Kotschy mô tả khoa học đầu tiên năm 1854.